# Liste der denkmalgeschützten Objekte in Bärnbach
Die Liste der denkmalgeschützten Objekte in Bärnbach enthält die 8 denkmalgeschützten, unbeweglichen Objekte der österreichischen Stadtgemeinde Bärnbach im steirischen Bezirk Voitsberg.

## Denkmäler
| Foto  |                 | Denkmal | Standort                                   | Beschreibung | Metadaten |
| ----- | --------------- | --- | ------------------------------------------ | --- | --- |
| ja    | Datei hochladen | Schloss Alt-Kainach mit Schlosskapelle HERIS-ID: 36875 Objekt-ID: 35911                                    | Hauptstraße 68 Standort KG: Bärnbach       | Die Ursprünge des Schlosses gehen bis auf das 12. Jahrhundert zurück. Es wird derzeit als Museum genutzt.                                                                                             | BDA-Hist.: Q1410887 Status: Bescheid Stand der BDA-Liste: 2025-06-30 Name: Schloss Alt-Kainach mit Schlosskapelle GstNr.: .74 Schloss Alt-Kainach                                                          |
| ja    | Datei hochladen | Heiliger Berg Karmel mit Kirche, Kloster, Kreuzweg und Hl.-Grab-Kapelle HERIS-ID: 101329 Objekt-ID: 117652 | Heiliger Berg 1 Standort KG: Bärnbach      | Die Kirche wurde Mitte des 17. Jahrhunderts errichtet, das Kloster 1975/76 nach Plänen von Fridrun Hussa.                                                                                             | BDA-Hist.: Q18412292 Status: § 2a Stand der BDA-Liste: 2025-06-30 Name: Heiliger Berg Karmel mit Kirche, Kloster, Kreuzweg und Hl.-Grab-Kapelle GstNr.: .102/1, .102/2, 595 Heiliger Berg Karmel, Bärnbach |
| ja    | Datei hochladen | Kath. Pfarrkirche hl. Barbara mit Kirchhof HERIS-ID: 50996 Objekt-ID: 56539                                | Kirchengasse 1 Standort KG: Bärnbach       | Die Kirche wurde von 1948 bis 1950 nach den Plänen von Architekt Karl Lebwohl als Nachkriegskirche erbaut und 1987 vom österreichischen Künstler Friedensreich Hundertwasser umgestaltet.             | BDA-Hist.: Q1545645 Status: § 2a Stand der BDA-Liste: 2025-06-30 Name: Kath. Pfarrkirche hl. Barbara mit Kirchhof GstNr.: 721/1, .605, .604, 440/4, 440/7, 383/1 St. Barbarakirche (Bärnbach)              |
| ja    | Datei hochladen | Oberjäger-Kapelle mit Steinfigur Christus am Ölberg HERIS-ID: 58476 Objekt-ID: 69159                       | bei Oberjägerplatz 2 Standort KG: Bärnbach | In der 1994/95 errichteten Bildstock-Kapelle steht eine überlebensgroße, barocke Christusstatue aus Sandstein. Die malerische Gestaltung stammt von Franz Weiss und zeigt die Geschehnisse am Ölberg. | BDA-Hist.: Q18347133 Status: Bescheid Stand der BDA-Liste: 2025-06-30 Name: Oberjäger-Kapelle mit Steinfigur Christus am Ölberg GstNr.: 691/4 Oberjäger-Kapelle, Bärnbach                                  |
| ja    | Datei hochladen | Hauptschule HERIS-ID: 109772 Objekt-ID: 127407                                                             | Rüsthausgasse 10 Standort KG: Bärnbach     | Die frühere Hauptschule und seit dem Schuljahr 2012/13 Neue Mittelschule wurde 1970/71 erbaut. 1992 wurde ein von Robert Zeppel-Sperl gestalteter Zubau errichtet.                                    | BDA-Hist.: Q37815490 Status: § 2a Stand der BDA-Liste: 2025-06-30 Name: Hauptschule GstNr.: 390/1 Hauptschule Bärnbach                                                                                     |
| ja BW | Datei hochladen | Schlossbad, Eingangsgebäude mit Kassen-, Umkleide- und Buffettrakt HERIS-ID: 109773 Objekt-ID: 127408      | Schloßgasse 6 Standort KG: Bärnbach        | Das aus Stahlbeton bestehende mit Terrassen und freitreppen gegliederte Bau wurde 1969–1975 errichtet.                                                                                                | BDA-Hist.: Q37815500 Status: § 2a Stand der BDA-Liste: 2025-06-30 Name: Schlossbad, Eingangsgebäude mit Kassen-, Umkleide-, und Buffettrakt GstNr.: 254/2                                                  |
| ja    | Datei hochladen | Volkshaus HERIS-ID: 109769 Objekt-ID: 127404                                                               | Schulgasse 1 Standort KG: Bärnbach         | | BDA-Hist.: Q37815480 Status: § 2a Stand der BDA-Liste: 2025-06-30 Name: Volkshaus GstNr.: .603, .602 |
| ja    | Datei hochladen | Ortskapelle HERIS-ID: 102976 Objekt-ID: 119430                                                             | Tregisttal Standort KG: Hochtregist        | Eine in den 1980er Jahren errichtete Kapelle, deren Ursprünge bis 1884 zurückgehen. | BDA-Hist.: Q18412033 Status: § 2a Stand der BDA-Liste: 2025-06-30 Name: Ortskapelle GstNr.: 954/16 Dorfkapelle Tregist                                                                                     |